# Fredolic bord picant
El fredolic bord picant (Tricholoma virgatum) és una espècie de bolet agarical de la família de les tricolomatàcies (Tricholomataceae).

## Etimologia
El seu nom específic, virgatum, vol dir ratllat.

## Descripció
- El barret és cònic de jove, després, en madurar, més aplanat i amb un umbó apical, d'un color uniforme de gris argentat a gris fosc. Superfície lluent, molt lleument fibril·losa, amb el marge incurvat (sobretot de jove) i no estriat. Fa entre 4 i 7 cm de diàmetre.
- Les làmines són adnates, força denses, gris pàl·lid amb reflexos grocs. Aresta sencera i del mateix color.
- El peu fa 5-11 x 1,1,5 cm, més llarg que el diàmetre del barret, cilíndric, de color blanquinós, una mica rosat en la forma roseipes.
- La carn és blanquinosa, més grisa sota la cutícula.
- L'olor és no distintiva o lleugerament de pebre.
- El sabor és picant.
- L'esporada és de color blanc i les espores són d'el·lipsoidals a subovoides, llises, de 6-8 x 4,5-5,5 micròmetres.[7][6][8][9][10][11][12][13]

## Hàbitat
És un bolet poc comú que acostuma a créixer sobre sòls àcids als estatges montà i subalpí, sota coníferes, especialment avets i pins (Pinus uncinata).

## Distribució geogràfica
Es troba a Europa i Nord-amèrica.

## Confusió amb altres espècies
Existeixen diverses espècies semblants, com Tricholoma sciodes, Tricholoma bresadolanum o Tricholoma hordum, igualment no comestibles. La primera se'n separa pel barret de color menys gris, amb freqüents reflexos rosats o liliacis, per les làmines amb l'aresta puntejada de negre i pel sabor amarg, no picant, de la carn. La segona té el barret no umbonat, més ornamentat, i com en el cas de Tricholoma sciodes, l'aresta de les làmines finament puntejada de negre i la carn amarga. Finalment, Tricholoma hordum té el peu amb tonalitats rosades, i les làmines blanquinoses. D'altra banda, la confusió amb Tricholoma terreum, comestible, és possible, tot i que aquest darrer no té mai el barret cònic, és menys robust i la seua carn no és picant.

## Comestibilitat
És un bolet no comestible, ja que el seu consum produeix nàusees, vòmits i malalties gastrointestinals (possiblement, a causa dels alcaloides que conté).

## Referències

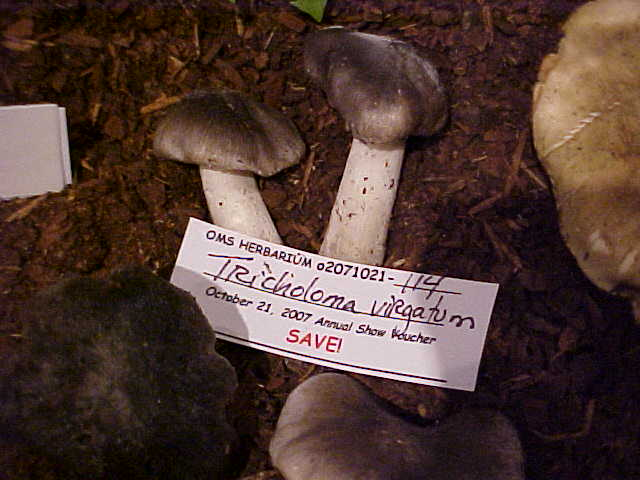
Exemplars de Portland (Oregon, els Estats Units)